# Wilde Schwäne (Märchen)
Wilde Schwäne (russisch Гуси-лебеди, Gussi Lebedi) ist ein Volksmärchen (AaTh 451) aus Russland und dort populär vor allem in der Überlieferung des Märchensammlers Alexander Nikolajewitsch Afanassjew.

## Inhalt
Im Märchen wird das kleine Brüderchen eines Mädchens von wilden Schwänen entführt. Sie hatte ihn wegen des Spiels mit anderen Kindern alleine gelassen, anstatt auf ihn acht zu geben. Bei der Verfolgung der Schwäne kommt sie an einem Ofen, einem Apfelbaum und einem Milchfluss vorbei, deren Unterstützung sie jedoch nicht erhält, weil sie aus Bequemlich- und Hochnäsigkeit deren Anweisungen ignoriert. 
Schließlich gelangt sie an die Hütte der Hexe Baba Jaga und erfährt, dass diese die Schwäne ausgesandt hatte sowie von ihrer kannibalistischen Neigung. Bevor sie von der Hexe gefressen werden kann, flieht sie mit dem Brüderchen und wird von den Schwänen der Hexe verfolgt. Sie erhält nun auf dem Rückweg Hilfe vom Milchfluss, Apfelbaum und Ofen, da sie durch ihr Abenteuer geläutert ihr negatives Verhalten abgelegt hat. Durch die Hilfe gelangt sie wieder nach Hause in Sicherheit.